# Sjiroki Dol
Sjiroki Dol of  Široki Dol (Bulgaars: Широки дол) is een dorp in het westen van Bulgarije. Het dorp is gelegen in de gemeente Samokov in de oblast Sofia. De afstand tot Sofia is hemelsbreed 37 km. 

## Bevolking
Het dorp telde in december 2019 801 inwoners, een daling vergeleken met het maximum van 1721 in 1946.
|  |

Van de 991 inwoners reageerden er 796 op de optionele volkstelling van 2011. Van deze 796 respondenten identificeerden 792 personen zichzelf als etnische Bulgaren (99,5%), gevolgd door 4 ondefinieerbare respondenten (0,4%).
| Etniciteit   | Aantal | %     |
| ------------ | ------ | ----- |
| Bulgaren     | 792    | 99,5% |
| Turken       | ...    | ...   |
| Roma         | ...    | ...   |
| Overig       | 4      | 0,5%  |
| Respondenten | 796    |       |

Alino · Beltsjin · Beltsjinski Bani · Beli Iskar · Dolni Okol · Dospej · Dragoesjinovo · Goetsal · Gorni Okol · Govedartsi · Jarebkovitsa · Jarlovo · Klisoera · Kovatsjevtsi · Lisets · Madzjare · Mala Tsarkva · Maritsa · Novo Selo · Popovjane · Prodanovtsi · Radoeil · Rajovo · Relovo · Sjipotsjane · Sjiroki Dol · Samokov · Zlokoetsjene